# Cantonul Saint-Mathieu
Cantonul Saint-Mathieu este un canton din arondismentul Rochechouart, departamentul Haute-Vienne, regiunea Limousin, Franța.

## Comune
| Comune                   | Populație (1999) | Cod poștal | Cod INSEE |
| ------------------------ | ---------------- | ---------- | --------- |
| La Chapelle-Montbrandeix | 249              | 87440      | 87037     |
| Dournazac                | 665              | 87230      | 87060     |
| Maisonnais-sur-Tardoire  | 442              | 87440      | 87091     |
| Marval                   | 584              | 87440      | 87092     |
| Pensol                   | 184              | 87440      | 87115     |
| Saint-Mathieu            | 1.160            | 87440      | 87168     |